# Mas Guardis
El Mas Guardis és una masia de Rupià (Baix Empordà) protegida com a bé cultural d'interès local. Tot i la dificultat d'establir amb exactitud l'origen del mas, la tipologia i les dates que figuren a la façana principal permeten situar-la construcció de l'edifici vers el final del segle xvi i primers anys del segle xvii. El Mas Guardis és al costat de la carretera GI-642 que va a Girona des de Torroella de Montgrí. Es tracta d'un gran casal amb pati davanter delimitat per una tanca, que dona a la carretera i a un camí lateral. A la part posterior hi ha edificis annexos de servei. L'edifici principal, de planta rectangular, té planta i un pis i coberta de teula a dues vessants a dos nivells, amb el carener paral·lel a la línia de façana. La façana principal presenta, a la planta aixa, una gran porta d'accés d'arc de mig punt i dovelles de pedra. Al primer pis hi ha tres finestres allindades amb ampit motllurat, llindes amb decoració floral i inscripcions de dates (1598, 1610 i 1614). A la part esquerra de la façana hi ha un cos afegit.